# 생물학
생물학(生物學, 영어: biology)은 생명현상과 살아있는 생명체의 물리적 구조, 화학적 과정, 분자적 상호작용, 생리적 메커니즘, 발생 및 진화에 대해 연구하는 자연과학이다. 과학의 복잡성에도 불구하고, 그것을 하나의 일관성 있는 분야로 통합하는 특정 공통 개념들이 있다. 생물학은 세포를 생명체의 기본 단위로, 유전자를 유전의 기본 단위로, 진화를 생물 종들의 출현과 멸종을 추진하는 수단으로 인정하고 있다. 살아있는 생명체는 항상성으로 정의되는 안정되고, 생명 유지에 필수적인 상태를 유지하기 위해 에너지를 변환시키고, 부분적으로 엔트로피를 감소시킴으로써 생존해 가는 개방계이다.
생물학의 하위분야는 연구 방법과 목적에 따라 나뉠 수 있는데, 생물에서 일어나는 화학적 현상을 연구하는 생화학, 분자 수준에서 일어나는 생명 현상을 탐구하는 분자생물학, 세포에서 일어나는 생명 현상을 다루는 세포생물학, 기관이나 조직을 연구대상으로 삼는 생리학, 환경에서 다양한 생물 개체들이 맺는 관계를 탐구하는 생태학 등이 있다. 이론생물학은 수학적인 방법을 사용하여 정량적인 모델을 만드는 반면, 실험생물학은 제안된 이론의 타당성을 테스트하고, 생명체의 기초가 되는 메커니즘과 약 40억년전 생명이 없는 물질로부터 생명체가 어떻게 출현하였고, 생물 체계의 복잡성이 어떻게 점진적으로 증가하는 방향으로 진화해왔는지를 이해하기 위한 경험적인 실험들을 수행한다.

## 역사

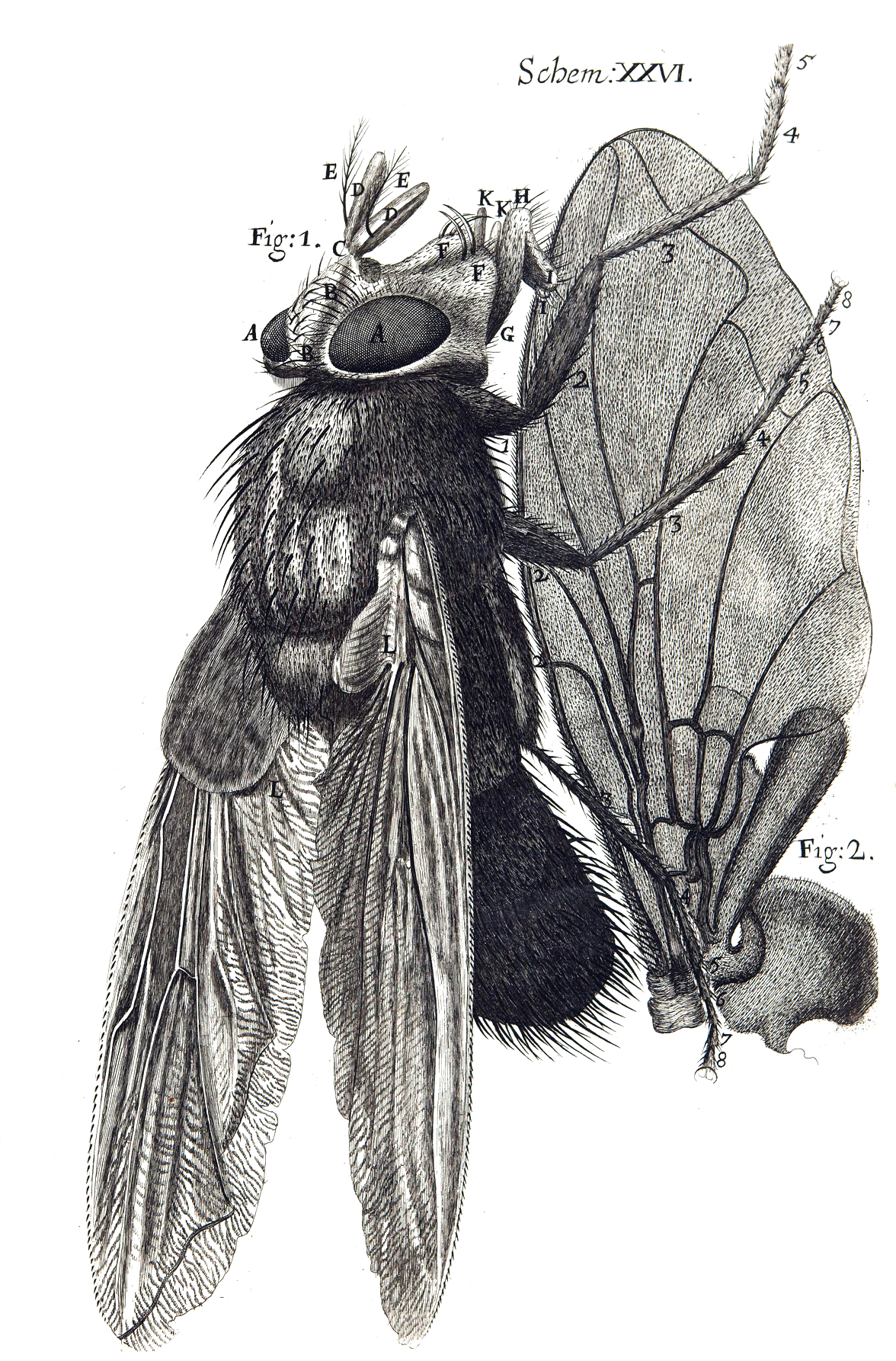
1665년 로버트 훅이 저술한 《마이크로그라피아》에 수록된 그림

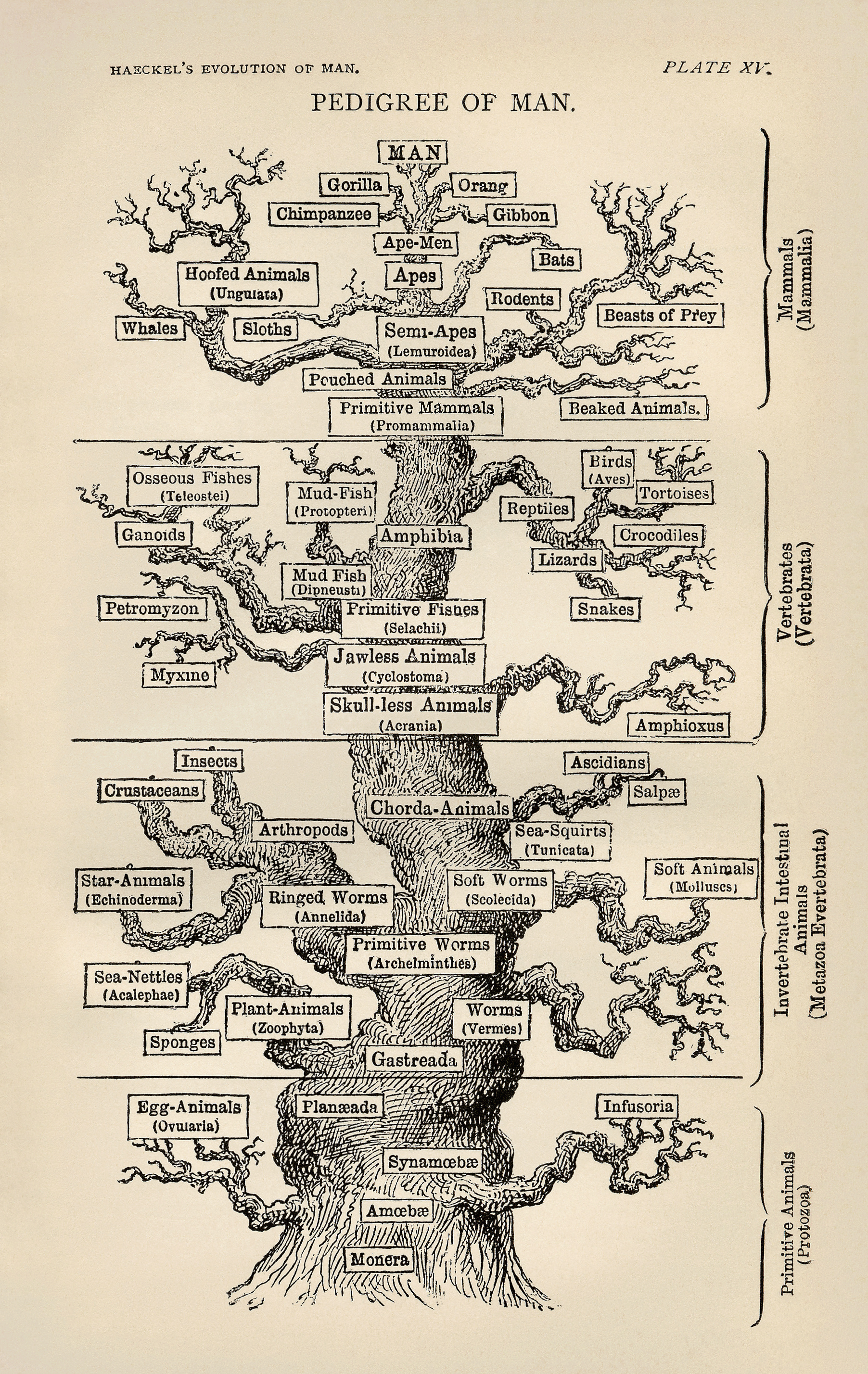
에른스트 헤켈의 생명의 나무 (1879)

생물학(biology)이라는 용어는 그리스어 "βίος"(bios, "life", "생명"이란 뜻)와 접미사 "-λογία"(-logia, "study of", "-학(學)"이라는 뜻)로부터 유래되었다. 생물학이라는 용어의 라틴어 형태는 1736년에 스웨덴의 과학자 칼 폰 린네가 그의 저서 《Bibliotheca botanica》(영어: Bibliography of botany, 식물학의 문헌)에서 "biologi"를 사용하면서 처음으로 등장했다. 생물학이라는 용어는 1766년 크리스티안 볼프의 제자인 미하엘 크리스토프 하노브의 《Philosophiae naturalis sive physicae: tomus III, continens geologian, biologian, phytologian generalis》라는 제목의 저서에서 다시 사용되었다. "생물학(독일어: Biologie)"이란 용어의 최초의 독일어 사용은 린네의 저서의 1771년 번역본에서였다. 1797년에 테오도르 게오르그 아우구스트 루스(Theodor Georg August Roose)는 《Grundzüge der Lehre van der Lebenskraft》라는 책의 서문에서 "생물학(독일어: Biologie)"이란 용어를 사용했다. 칼 프리드리히 부르다흐는 1800년에 형태학, 생리학 및 심리학의 관점에서 인간에 대한 연구라는 보다 제한된 의미로 생물학이라는 용어를 사용했다. 생물학이란 용어는 독일의 박물학자이자 의사인 고트프리트 라인홀트 트레비라누스가 자신의 저서 《Biologie, oder Philosophie der lebenden Natur》(전6권, 1802년~1822년)에서 현대적인 의미로 사용하였다.
| “ | 우리의 연구 대상은 생명(독일어: Lebenslehre)의 다양한 형태와 발현, 이러한 현상이 일어나는 조건과 법칙, 그리고 그것들을 초래하게 한 원인에 있다. 우리가 생물학(독일어: Biologie)이라는 이름이나 생명의 교리로 나타낼 과학은 이러한 연구 대상들과 관련된 과학이다. | ” |
|   | — 고트프리트 라인홀트 트레비라누스 |   |

현대적인 생물학은 비교적 최근에 발전되어 왔지만, 생물학에 관련되고 그 안에 포함되는 과학은 고대부터 연구되어 왔다. 자연철학은 일찍이 메소포타미아, 이집트, 인도, 중국의 고대 문명에서 연구되었다. 그러나 현대 생물학의 기원과 자연 연구에 대한 접근 방식은 대부분 고대 그리스로 거슬러 올라간다. 의학에 대한 정식 연구는 히포크라테스(기원전 460년경~370년 경)로 거슬러 올라가지만, 생물학의 발전에 가장 폭 넓게 공헌을 한 이는 아리스토텔레스(기원전 384년~322년)였다. 특히 중요한 것은 아리스토텔레스의 《동물지》(History of Animals)와 그의 자연주의적인 성향을 보여준 다른 작품들, 그리고 이 후에 생물학적 인과 관계와 생명의 다양성에 초점을 맞춘 좀 더 경험에 근거를 둔 작품들이다. 아리스토텔레스가 개설한 리케이온 학원의 후계자인 테오프라스토스는 식물학에 대한 일련의 책들을 저술했는데, 이는 고대에 중요한 공헌을 했을 뿐만 아니라, 중세에도 영향을 미쳤다.
이후 생물학은 중세 이슬람 세계의 학자들에 의해 큰 발전을 이루었는데 식물학에 대한 저술을 남긴 알 자히즈(al-Jahiz, 781년~869년),, 아부 하니파 디나와리(Al-Dīnawarī, 828년~896년), 해부학과 생리학에 대한 저술을 남긴 알 라지(Rhazes, 865년~925년) 등이 있다. 의학은 특히 그리스 철학자의 전통을 토대로 연구하는 이슬람 학자들에 의해 잘 연구되었고, 박물학은 특히 고정된 생명체들의 계층 구조를 당연하게 여기는 아리스토텔레스의 사상에 크게 영향을 받았다.
생물학은 안톤 판 레이우엔훅에 의한 현미경 성능의 극적인 개선과 함께 빠르게 발전하고 성장하기 시작했다. 학자들이 정자, 세균, 적충류, 미생물들의 다양성을 발견한 것은 이 시기였다. 얀 슈밤메르담의 연구는 곤충학에 대한 새로운 관심을 불러 일으켰고, 현미경적인 해부와 염색의 기본적인 기술을 개발하는데 도움을 주었다.
또한 현미경 관찰 기술의 발전은 생물학적 사고에도 중대한 영향을 미쳤다. 19세기 초에 많은 생물학자들은 세포의 중요성을 지적했다. 1838년 독일의 식물학자 마티아스 야코프 슐라이덴은 "모든 식물은 세포로 이루어져 있다"는 식물 세포설을 주장하였다. 1839년에 독일의 의사이자 생리학자인 테오도어 슈반은 "모든 동물은 세포로 이루어져 있다"는 동물 세포설을 주장하였다. 슐라이덴과 슈반은 "세포는 모든 생물의 구조적 단위일 뿐만 아니라 생명활동이 일어나는 기능적 단위"라는 세포설을 제창하였다. 1855년에 독일의 의사이자 생물학자인 루돌프 피르호는 "세포는 기존의 살아있는 세포로부터만 만들어진다"라고 주장하였다. 로베르트 레마크와 루돌프 피르호의 연구 덕분에 1860년에 이르러 대부분의 생물학자들은 세포설을 받아들이게 되었다.
한편, 분류학 및 분류는 박물학자들이 초점을 기울인 연구 분야였다. 칼 폰 린네는 1735년에 자연계에 대한 기본적인 분류체계를 발표했으며, 1750년대에는 그가 분류한 모든 종에 학명을 부여했다. 조르주루이 르클레르 드 뷔퐁은 생물 종들을 인위적인 범주로 취급하고, 생물의 형태를 변할 수 있는 것으로 보았고, 심지어 공통 조상의 가능성을 시사하기도 했다. 비록 뷔퐁은 진화를 반대했지만, 그는 진화론의 역사에서 중요한 인물이다. 뷔퐁의 연구는 라마르크와 다윈의 진화론에 영향을 미쳤다.
진지한 진화적 사고는 일관성 있는 진화론을 처음으로 제시한 장바티스트 라마르크의 연구에서 시작되었다. 라마르크는 진화가 동물의 성질에 대한 환경적 스트레스의 결과라고 주장했는데, 이는 기관을 더 자주, 엄격하게 사용할수록 기관이 더 복잡하고 효율적이게 되어 동물을 환경에 적응시키게 된다는 것을 의미했다. 라마르크는 이러한 획득 형질이 동물의 자손에게 유전될 수 있다고 믿었다. 영국의 박물학자 찰스 다윈은 알렉산더 폰 훔볼트의 생물지리학적 접근법, 찰스 라이엘의 동일과정설 지질학, 멜서스의 인구 증가에 관한 저술, 그리고 자신의 형태학적 전문 지식과 광범위한 자연 관찰을 결합해서 자연선택에 기초한 보다 성공적인 진화론을 만들어냈다. 이와 유사한 증거와 추론을 바탕으로 앨프리드 러셀 월리스도 독자적으로 같은 결론에 도달했다. 비록 논란의 대상이었지만(논쟁은 오늘날까지 계속되고 있음), 다윈의 이론은 과학계를 통해 빠르게 확산되어, 급속하게 발전하는 생물학의 중심축이 되었다.
19세기말 그레고어 멘델은 멘델의 유전법칙을 정리하여 유전학의 기초를 쌓았다. 멘델의 이론은 한동안 외면되었으나 20세기에 들어와서 독자적인 실험들을 통해 재발견되어, 생물학자들의 인정을 받게 되었다. 이후, 1940년대에서 1950년대에 이르는 동안 집단유전학의 발전으로 진화에 대한 이해를 넓히게 되었다.
1940년대와 1950년대 초의 실험들은 유전자로 알려진 형질 전달의 단위를 가진 염색체의 구성 성분으로 DNA를 지목하였다. 1953년에 DNA 이중 나선 구조의 발견과 함께 바이러스나 세균과 같은 새로운 종류의 모델 생물에 대한 연구는 분자유전학 시대로의 전환을 가져왔다. 1950년대부터 현재까지 생물학은 분자 영역에서 크게 확장되었다. DNA가 트리플렛 코드를 가지고 있는 것으로 파악된 후에 마셜 워런 니런버그, 하르 고빈드 코라나, 로버트 윌리엄 홀리는 유전 암호를 해독하였다. 인간 게놈 프로젝트는 일반적인 인간 게놈 지도 완성을 목표로 1990년에 시작되었다. 인간 게놈 프로젝트는 2003년에 완료되었으며, 추가적인 분석은 여전히 계속되고 있다. 인간 게놈 프로젝트는 생물학의 축적된 지식을 인간과 다른 생물들의 기능적, 분자적 연구로 통합하려는 세계적인 노력의 첫 걸음이었다.

## 현대 생물학의 기초

### 세포설

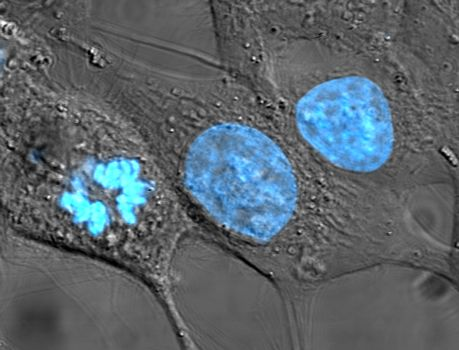
세포핵(특히 DNA)이 있는 사람의 암세포가 파란색으로 염색되었다. 가운데 세포와 오른쪽 세포는 간기에 있으므로 전체 핵이 표시된다. 왼쪽의 세포는 유사 분열 중에 있고, DNA가 응축되어 있다.

세포설에 따르면 세포는 생명체의 기본 단위이며, 모든 생명체는 하나 이상의 세포로 구성되며, 모든 세포는 세포 분열을 통해 기존의 세포로부터 생성된다고 설명한다. 다세포 생물에서 모든 세포는 궁극적으로 단일 세포인 수정란으로부터 유래한다. 세포는 또한 많은 병리학적 과정에서 기본 단위로 간주된다. 세포에서는 물질대사가 일어나며, 물질대사 중에 에너지 흡수 또는 에너지 방출이 일어난다. 세포는 세포 분열동안 세포에서 세포로 전달되는 유전 정보(DNA)를 가지고 있다. 생명의 기원에 대한 연구는 최초의 세포의 기원을 밝히기 위한 시도이다.

### 진화

개체군의 자연선택 과정

생물학에서 중심 개념은 생명은 진화를 통해 변화하고 발전하며, 알려져 있는 모든 생명체는 공통적인 기원을 가지고 있다는 것이다.  진화학은 지구 상의 모든 생명체들이(현존하는 것과 멸종된 것 모두) 공통 조상 또는 공통 조상의 유전자풀로부터 유래했다는 것을 연구하는 학문이다. 모든 생명체들의 공통 조상은 약 35억년 전에 출현한 것으로 보인다. 생물학자들은 모든 세균, 고균, 진핵생물들이 공통적인 유전 암호를 사용하는 것을 모든 생물들이 공통 조상으로부터 유래한 결정적인 증거로 간주한다.
"진화(evolution)"라는 용어는 1809년에 장바티스트 라마르크가 과학 용어로 도입하였고, 50년 후인 1859년에 찰스 다윈은 자신의 저서 《종의 기원》에서 자연선택에 의한 과학적 모델을 진화의 원동력으로 제시했다. 앨프리드 러셀 월리스도 진화에 대한 연구와 실험에 기여했기 때문에 다윈이 주장한 개념의 공동발견자로 인정받고 있다. 진화는 현재 지구 상에서 발견되는 생명체의 변화를 설명하기 위해 사용되며, 현대에서 진화는 직접 관찰이 가능해지게 되면서 "관찰 가능한 현상"으로 인정받고 있다.
다윈은 자연선택이나 선택적 교배 과정을 통해 생물 종이 번성하거나 도태된다는 것을 이론화했다. 현대 종합설에서 유전적 부동은 진화의 추가적인 메커니즘으로 받아들여졌다. 현대 종합설에서는 지구의 모든 생물이 하나의 공통 조상에서 분화되어 오늘날과 같은 생물 다양성을 이루게 되었다고 설명한다.
진화가 일어나는 근본적인 원인은 생물 종이나 개체군 내에 대립하는 유전형질이 다양하게 존재하는 유전적 다양성 때문이다. 생물의 유전형질은 세대에서 세대로 이어지면서 유전적 부동, 자연선택과 같은 외부의 작용에 의해 변화하게 된다. 그 결과 생물 개채군은 환경 적응에 유리한 형질은 유전되고, 그렇지 않은 형질은 사라지는 변화를 겪게 된다. 이것이 진화의 과정이다. 현재는 진화의 과정을 직접 관찰하기도 함으로써, 진화는 관찰가능한 자연현상의 하나로 집단유전학 등을 통해 연구되고 있다.
계통은 생물이 진화해 온 경로를 바탕으로 한 생물 종 간의 유연관계이며, 생물 종의 진화 역사이다. 계통수는 생물의 계통을 알 수 있도록 나뭇가지 모양으로 나타낸 것으로, 생물 종 간의 진화적 유연관계를 알 수 있다. 생물학에 대한 다양한 접근법은 계통 발생에 대한 정보를 생성하도록 한다. 여기에는 분자생물학(특히 유전체학)의 산물인 DNA 염기서열의 비교와 고생물학의 산물인 고대 생명체의 화석이나 다른 증거들이 포함된다. 생물학자들은 계통학, 표형분류학, 분지학 등 다양한 방법들을 통해 진화적 유연관계를 정리하고 분석한다.
진화는 생명체의 자연사에 대한 이해와 현존하는 생명체의 구성에 대한 이해와 관련이 있다. 이러한 구성은 생명체가 어떠한 진화 과정을 거쳐왔는지를 알아야만 이해될 수 있다. 결론적으로 진화는 모든 생물학 분야의 중심을 차지하고 있다.

### 유전학

자주색(B)과 흰색(b) 꽃 유전자에 대해 이형접합인 두 완두 식물을 교배했을 때 자손에서 나타날 수 있는 표현형과 유전자형을 나타낸 퍼넷 사각형

유전자는 모든 생명체에서 유전의 기본 단위이다. 유전자는 유전의 단위이며, 특정 방식으로 생명체의 형태 또는 기능에 영향을 미치는 DNA 상의 특정 영역이다. 세균에서 동물에 이르기까지 모든 생명체는 DNA를 복제하고, RNA로 전사하고, 단백질로 번역하는 동일한 메커니즘을 사용한다. 세포는 DNA의 정보를 RNA로 전사하고, 리보솜은 RNA로 전사된 정보를 단백질로 알려진 일련의 아미노산 서열로 번역한다. RNA 코돈으로부터 아미노산으로의 유전 암호는 대부분의 생명체에서 동일하다. 예를 들어, 사람의 인슐린을 암호화하는 DNA 염기서열을 식물과 같은 다른 생명체에 삽입하면 인슐린을 생성시킬 수 있다.
DNA는 진핵생물에서는 선형 염색체로, 원핵생물에서는 원형 염색체로 존재한다. 염색체는 DNA와 히스톤 단백질로 구성되어 있다. 세포 내의 염색체 세트와 미토콘드리아, 엽록체 또는 다른 장소에서 발견되는 유전 정보는 세포의 게놈으로 알려져 있다. 진핵생물에서 DNA는 세포핵에 국한되어 있거나 미토콘드리아와 엽록체에 소량으로 존재한다. 원핵생물에서 DNA는 세포질에 핵양체라고 불리는 불규칙적인 형태로 존재한다. 유전체의 유전 정보는 유전자 내에 존재하며, 생명체에서 이러한 정보의 완전한 통합을 유전자형이라고 부른다.

### 항상성

시상하부는 CRH를 분비하여 뇌하수체 전엽이 ACTH를 분비하도록 만든다. ACTH는 부신겉질이 코르티솔과 같은 글루코코르티코이드를 분비하도록 한다. 글루코코르티코이드가 충분한 양이 분비되면 글루코코르티코이드는 음성 피드백으로 시상하부와 뇌하수체 전엽에 작용하여 CRH와 ACTH의 분비량을 감소시킨다.

항상성은 상호 연관된 조절 메커니즘에 의해 통제되는 여러 동적 평형 조절을 통해 안정된 상태를 유지하기 위한 생명체의 내부 환경을 조절하는 생명체(개방계의 일종)의 능력을 뜻한다. 모든 생명체는 단세포 생물이든 다세포 생물이든 항상성을 유지하려고 한다.
동적 평형을 유지하고 특정 기능을 효과적으로 수행하기 위해서 생명체는 환경의 변화를 감지하고 반응할 수 있어야 한다. 환경 변화가 감지되면, 생명체는 일반적으로 음성 피드백을 통해 기관이나 기관계의 활동을 증가시키거나 감소시켜서 환경 변화에 반응한다. 혈당량이 낮아지면, 글루카곤을 분비하여 혈당량을 높이는 것은 항상성 조절의 한 예이다.

에너지와 사람의 생명활동에 대한 기본 개요

### 에너지
살아있는 생명체의 생존은 에너지의 지속적인 투입에 달려있다. 생명체의 구조와 기능에 관련된 화학 반응은 음식물로 섭취된 물질로부터 에너지를 추출하고, 새로운 세포를 생성하고, 세포를 유지하는 것을 돕기 위해 사용된다. 이 과정에서 음식물을 구성하는 화학 물질의 분자는 두 가지 역할을 한다. 첫째, 생명체의 생물학적, 화학적 반응에서 변형되고 재사용될 수 있는 에너지를 포함하고 있다. 둘째, 음식물은 생명체에 유용한 새로운 분자 구조(생체분자)로 전환될 수 있다.
에너지를 생태계로 유입시키는 역할을 하는 생명체들은 생산자 또는 독립영양생물로 알려져 있다. 거의 모든 생명체들은 태양으로부터 온 에너지를 근원으로 해서 살아간다. 식물과 다른 광영양생물은 광합성으로 알려진 과정을 통해 태양의 빛 에너지를 이용하여 원료 분자를 ATP와 같은 유기 분자로 전환한다. 태양으로부터 생산자에 의해 생태계로 유입된 에너지가 먹이 그물의 최종 소비자에게로 전달되는 에너지의 흐름을 영양 단계라 한다. 그러나 몇몇 생태계는 화학영양생물이 메테인, 황화물, 다른 태양 에너지 외의 에너지원으로부터 추출한 에너지에 전적으로 의존한다.
따라서 저장되는 에너지 중 일부는 다른 생명체의 성장과 발달에 사용할 수 있는 바이오매스와 에너지를 생성하는데 사용된다. 이러한 바이오매스와 에너지의 대부분은 부산물과 열로 소실된다. 화학 물질에 저장된 에너지를 생명 활동에 필요한 에너지로 전환시키는 가장 중요한 과정은 세포 호흡을 비롯한 여러 물질대사들이다.

### 발생
발생은 동물의 정자와 난자가 수정된 후 배를 형성하고 생장하여 새로운 개체가 되는 과정이다. 발생의 과정은 초기 발생과 후기 발생으로 나뉘는데, 최초의 난할에서 배엽이 형성되는 때까지를 초기 발생이라 하고, 기관이 형성되는 때부터 새로운 개체가 되는 때까지를 후기 발생이라 한다.
- 초기 발생 – 수정된 수정란은 난할 과정을 통해 포배기와 낭배기의 배아가 된다. 낭배기에 이르면 외배엽과 내배엽이 구분되어 세포 분화가 결정된다.[54]

- 후기 발생 – 외배엽이나 내배엽에서 중배엽이 분화된 후에 배아는 신경관, 소화강, 몸 분절과 같이 특별한 기능을 갖는 기관을 형성하기 시작한다.[55]

- 출생과 생장 – 기관과 형태의 형성이 완료되면 부화하거나 출산하여 새로운 개체가 된다. 어린 개체는 생장과정을 통해 성체가 되며, 곤충과 같은 생물은 생장과정에서 유충과 성충의 모습이 다른 변태를 하기도 한다.[55]

## 연구 및 조사

### 구조적 연구

다양한 세포소기관과 구조를 묘사한 전형적인 동물세포의 모식도

분자생물학은 분자 수준에서 생물학을 연구하는 학문이다. 분자생물학은 생물학의 다른 분야, 특히 유전학 및 생화학과 연구 분야가 중첩된다. 분자생물학은 DNA, RNA, 단백질 합성의 상호 관계와 그러한 상호 작용이 어떻게 조절되는지를 포함하여 세포 내 다양한 시스템의 상호 작용에 대해 연구하는 학문이다.
세포생물학은 세포 수준에서 세포의 내부 행동, 다른 세포와의 상호 작용, 환경과의 상호작용과 같은 세포의 구조적, 생리학적 특성에 대해 연구하는 학문이다. 세포생물학은 세균과 같은 단세포 생물 뿐만 아니라 사람과 같은 특화된 세포에 대해 현미경 및 분자 수준에서 연구가 이루어진다. 세포의 구조와 기능을 이해하는 것은 모든 생물학 분야의 기본이다. 세포 유형 간의 유사점과 차이점은 특히 분자생물학과 관련이 있다.
해부학은 구조에 대해 보다 거시적인 형태인 기관 및 기관계에 대해 연구하는 학문이다.
유전학은 유전자, 유전 및 생명체의 변이에 관해 연구하는 학문이다. 유전자는 단백질의 합성을 위해 세포가 필요로 하는 정보를 암호화하며, 이는 결국 생명체의 최종 표현형에 영향을 미치는 중심적인 역할을 한다. 유전학은 특정 유전자의 기능을 조사하거나 유전자 상호작용을 분석하는데 사용되는 연구 도구를 제공한다. 생명체 내에서 유전 정보는 물리적으로 염색체 내에 존재하며, 특히 DNA 상의 특정 부위에 유전 정보가 저장되어 있다.
발생생물학은 생명체가 발생하고 생장하는 과정에 대해 연구하는 학문이다. 발생학으로부터 유래된 발생생물학은 세포 생장, 세포 분화 및 세포의 형태형성에 대한 유전적인 조절에 대해 연구하는데, 세포는 점차적으로 조직, 기관으로 발달해 나간다. 발생생물학에서 주로 사용되는 모델 생물로는 선형동물인 예쁜꼬마선충, 초파리과에 속하는 노랑초파리, 잉어과에 속하는 제브라피시, 쥐과에 속하는 생쥐, 배추과에 속하는 애기장대 등이 있다. 모델 생물은 특정 생물학적 현상을 이해하기 위해 광범위하게 연구되는 생물 종으로, 모델 생물에서의 발견이 다른 생물의 작용에서도 적용할 수 있을 것이라는 기대를 제공한다.

### 생리학
생리학은 생명체의 기계적, 물리적, 생화학적 과정을 전반적으로 연구하는 학문이다. "기능하기 위한 구조"에 대한 문제는 생물학의 핵심 주제이다. 생리학에 대한 연구는 전통적으로 식물생리학과 동물생리학으로 나뉘어 왔으나, 어떤 생물체가 연구되더라도 생리학의 기본 원리는 보편적이다. 예를 들어, 효모 세포의 생리학에 대해 알게 된 것은 사람의 세포에도 적용될 수 있다. 동물생리학은 인체생리학의 도구와 방법을 사람이 아닌 동물 종으로 확장한다. 식물생리학 연구에서도 동물생리학의 방법을 적용할 수 있다.
생리학은 신경계, 면역계, 내분비계, 호흡계, 순환계가 어떻게 작용하고, 서로 상호작용을 하는지를 연구한다. 이러한 기관계에 대한 연구는 신경학 및 면역학과 같은 의학적으로 지향하는 분야로 연결된다.

### 진화
진화에 대한 연구는 종의 기원과 멸종, 시간에 따른 생물 종의 변화에 관한 것이다. 진화는 예를 들어 포유류학, 조류학, 식물학, 양서파충류학과 같은 특정 생명체에 대한 특별한 훈련을 받은 많은 분류학을 지향하는 분야의 과학자들이 연구에 참여하고 있고, 진화에 관한 보다 일반적인 해답을 찾기 위해 연구 중이다.
진화생물학은 부분적으로 진화의 형태와 속도에 관한 질문에 답하기 위해 화석 기록을 사용하는 고생물학을 기반으로 하고, 집단유전학과 같은 분야의 발전에도 기반을 두고 있다. 1980년대에 발생생물학은 진화발생생물학에 대한 연구를 통해 현대종합설로부터 초기에 배제된 후에 진화생물학으로 다시 들어오게 되었다. 계통학, 계통분류학, 분류학은 종종 진화생물학의 일부로 간주되는 관련 분야이다.

### 계통분류학

생물학적 분류의 8가지 주요 계층의 구조. 이 그림은 3역 6계 분류 체계를 사용한다.

rRNA 유전자 데이터에 기초한 모든 생명체의 계통수로 칼 워즈에 의해 처음으로 기술된 세균, 고균, 진핵생물의 3역의 분리를 보여준다. 다른 유전자 데이터에 기초한 계통수는 일반적으로 유사하지만, rRNA의 빠른 진화 속도로 인해 초기에 분지되는 지점이 다르게 배치될 수 있다. 3역의 정확한 관계는 여전히 논쟁 중에 있다.

여러 종 분화 사건들은 생물 종들 간의 유연관계를 체계적으로 나타낸 계통수로 표현할 수 있다. 계통분류학은 이러한 생물 종들 간의 관계 및 종들 간의 유사점과 차이점에 대해 연구하는 학문이다. 계통분류학은 진화론적 사고가 주류가 되기 전부터 활발하게 연구되어온 분야였다.
전통적으로 생물들은 원핵생물계, 원생생물계, 균계, 식물계, 동물계의 5계 분류 체계로 분류되어 왔다. 그러나 많은 과학자들은 이제 5계 분류 체계를 낡은 분류 방식으로 간주한다. 현재는 세균역(진정세균계), 고균역(고세균계), 진핵생물역(원생생물계, 식물계, 균계, 동물계)의 3역 6계 분류 체계로 생물들을 분류한다. 이러한 역들은 리보솜과 같은 핵심적인 생체분자의 화학적 조성에서의 차이 뿐만 아니라 세포핵의 존재 유무를 반영한다.
또한 생물 분류군들을 좀 더 세분화하여 역, 계, 문, 강, 목, 과, 속, 종으로 분류한다. 예를 들어, 사람은 진핵생물역, 동물계, 척삭동물문, 포유강, 영장목, 사람과, 사람속(Homo), 사람종(sapiens)로 분류한다.
이러한 범주 외에도 대사 활동과 관련하여 "생명의 가장자리에 있는" 세포 내에서 기생생활을 하는 존재들이 있는데, 이러한 존재들은 많은 과학자들이 생명체를 정의하는 기본적인 기능이나 특성들 중 적어도 하나 이상이 부족하기 때문에 일반적으로 살아있는 생명체로 분류하지 않는다. 생명 현상의 특성들 중 일부만 나타내는 존재들은 바이러스, 바이로이드, 프라이온, 위성 바이러스로 분류된다.
생물의 학명은 속명(속을 나타냄)과 종소명(종을 나타냄)으로 나타낸다. 종명이라는 용어 대신에 학명 표기시 분류 단계상 종의 명칭인 "종소명"을 사용한다. 예를 들어, 사람의 학명은 호모 사피엔스(Homo sapiens)이다. 호모는(Homo)는 속명이고, 사피엔스(sapiens)는 종소명이다. 생물의 학명을 표기할 때는 라틴어를 사용하여, 속명의 첫 글자는 대문자로, 종소명의 첫 글자는 소문자로 표기한다. 속명과 종소명은 이탤릭체로 나타내거나 밑줄을 그어서 표기한다.
지배적인 분류 체계는 린네 분류학이라고 한다. 린네 분류학은 분류 단계와 이명법을 포함한다. 생물체의 명명 방법은 국제조류균류식물명명규약(ICN), 국제동물명명규약(ICZN), 국제원핵생물명명규약(ICNB)과 같은 국제 규약에 의해 결정된다. 일부 생물학적 특성을 나타내는 바이러스, 바이로이드, 프라이온 및 기타 바이러스 이하의 존재들의 분류는 국제바이러스분류위원회(ICTV)에 의해 수행되며, 국제바이러스분류및명명규약(ICVCN)으로 알려져 있다. 그러나 몇몇 다른 바이러스 분류 체계가 존재한다.
통합하기 위한 초안인 바이오코드(BioCode)는 위의 세 분야의 명명법을 표준화하기 위한 시도로 1997년에 출판되었지만, 아직 공식적으로 채택되지는 않았다. 바이오코드 초안은 1997년 이후 거의 주목을 받지 못했다. 원래 2000년 1월 1일로 예정된 시행일은 별 다른 관심을 받지 못하고 지나갔다. 기존의 코드를 교체하는 대신 통일된 맥락을 제공하는 개정 바이오코드가 2011년에 제안되었다. 그러나 2011년에 국제식물학회는 바이오코드 제안에 대한 검토를 거부했다. 국제바이러스분류및명명규약(ICVCN)은 바이러스 분류를 포함하지 않는 바이오코드 밖에 남아있다.

### 계

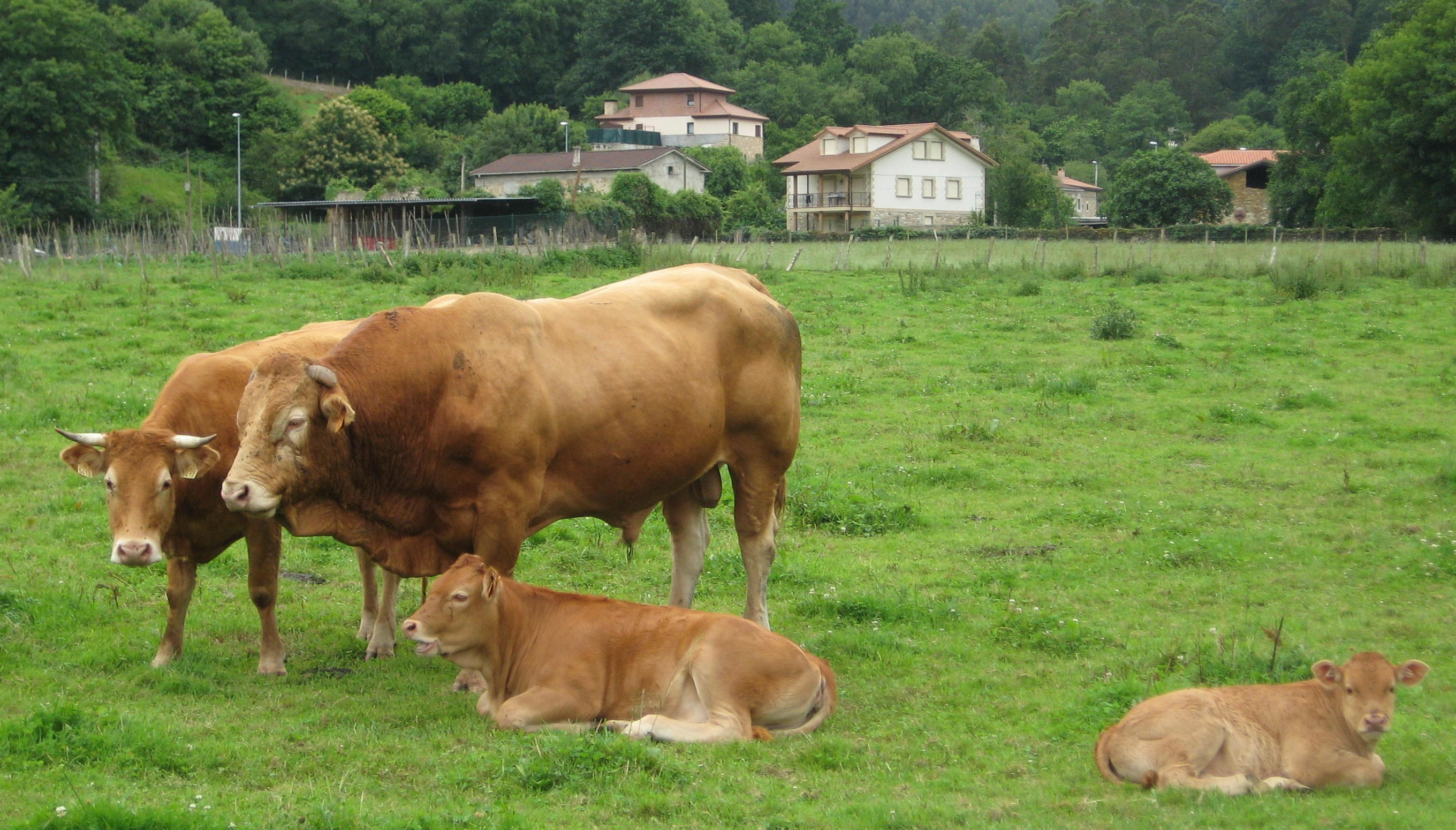
동물계 – 오록스 (Bos primigenius)
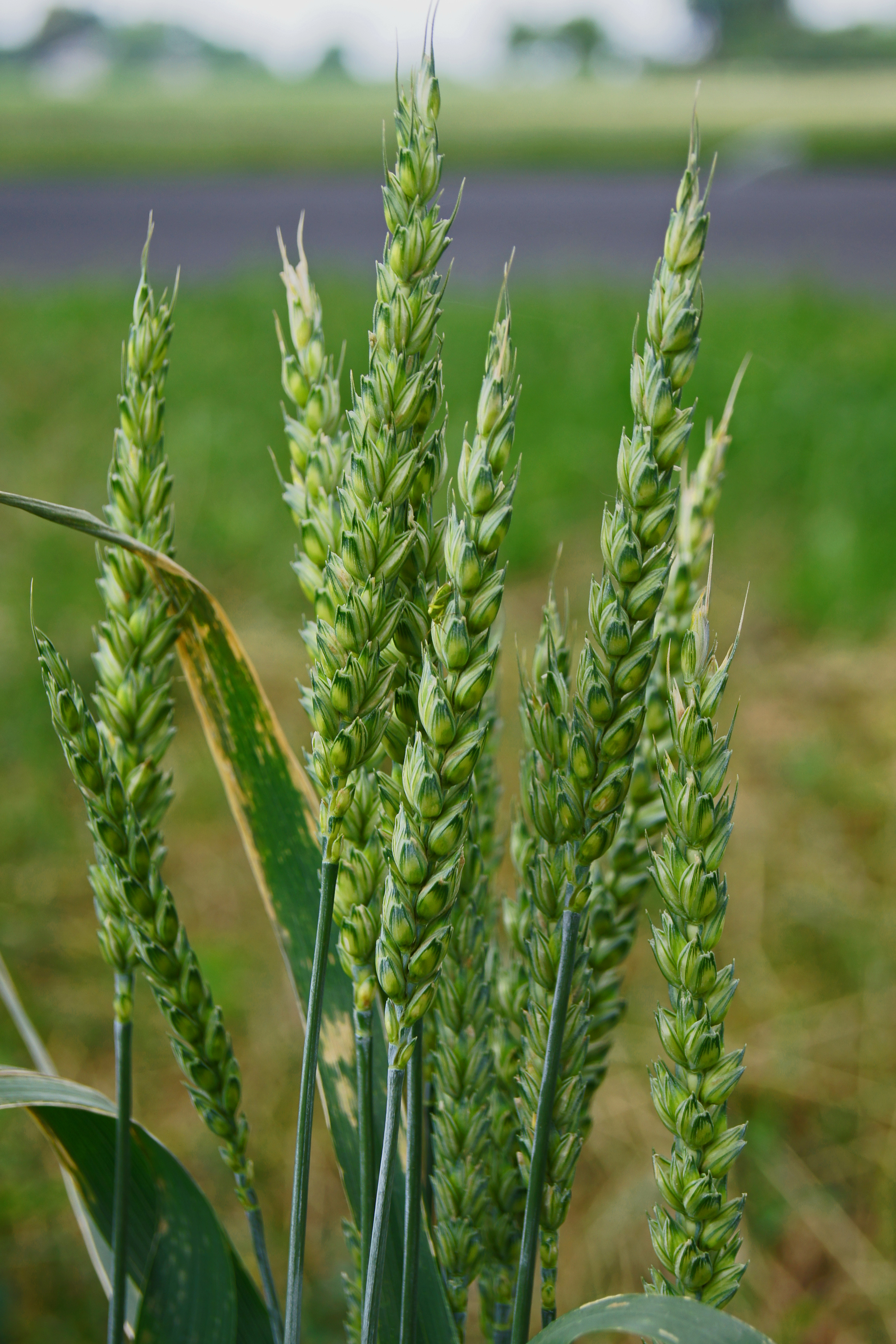
식물계 – 밀 (Triticum)
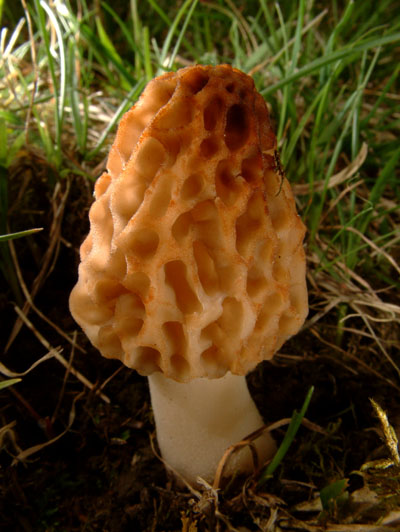
균계 – 곰보버섯 (Morchella esculenta)
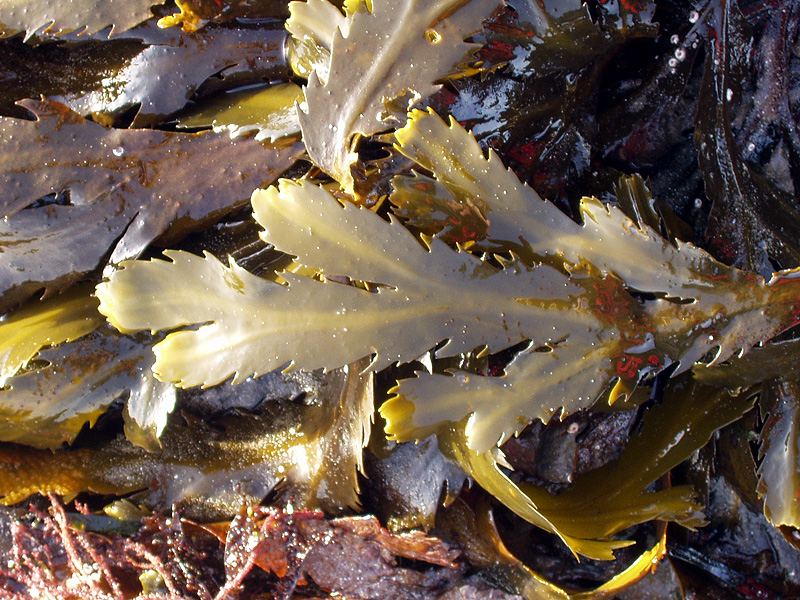
크로미스타 – Fucus serratus
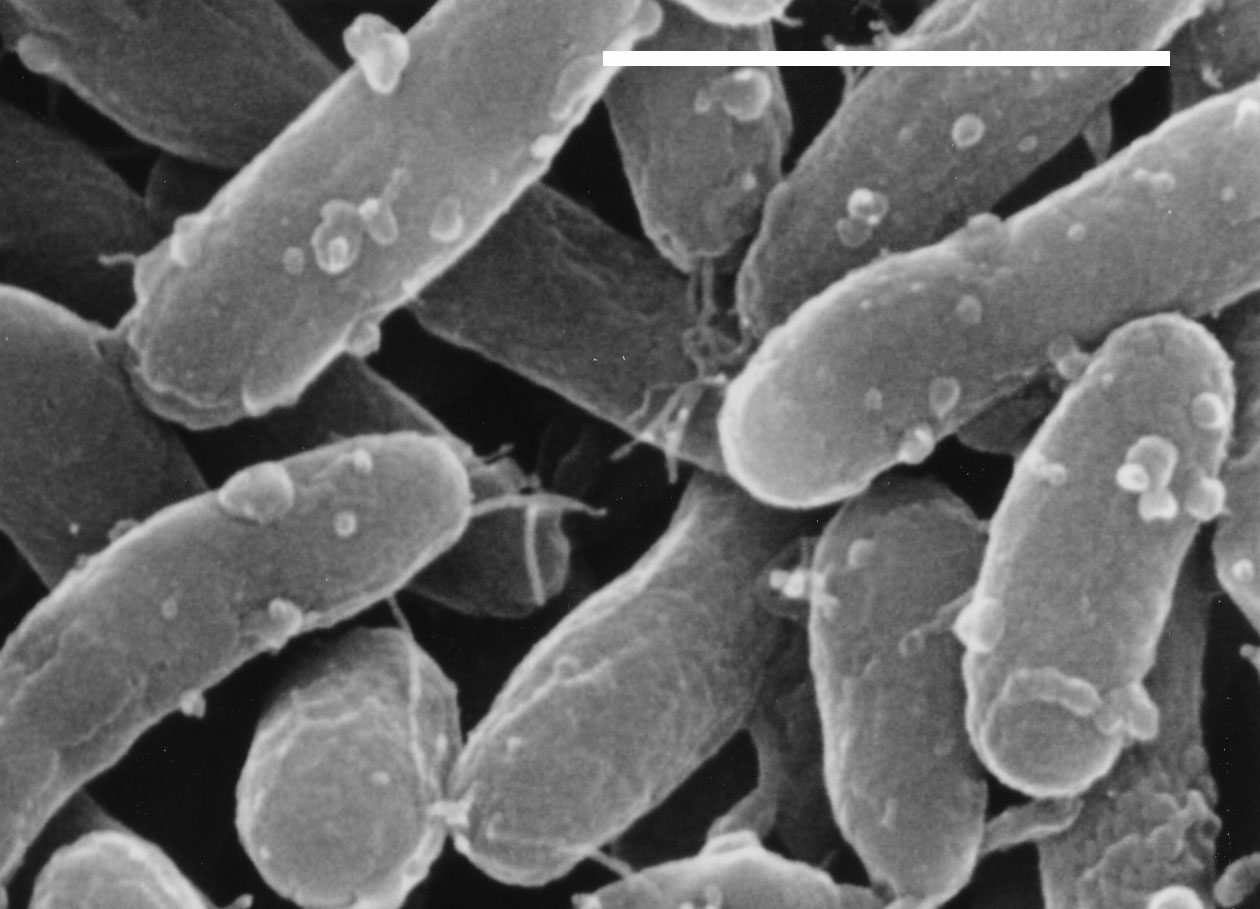
세균계 – Gemmatimonas aurantiaca (-=1 마이크로미터)
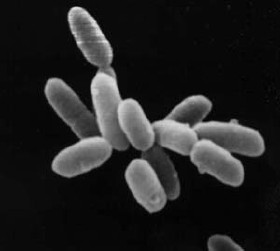
고균계 – 할로박테리아
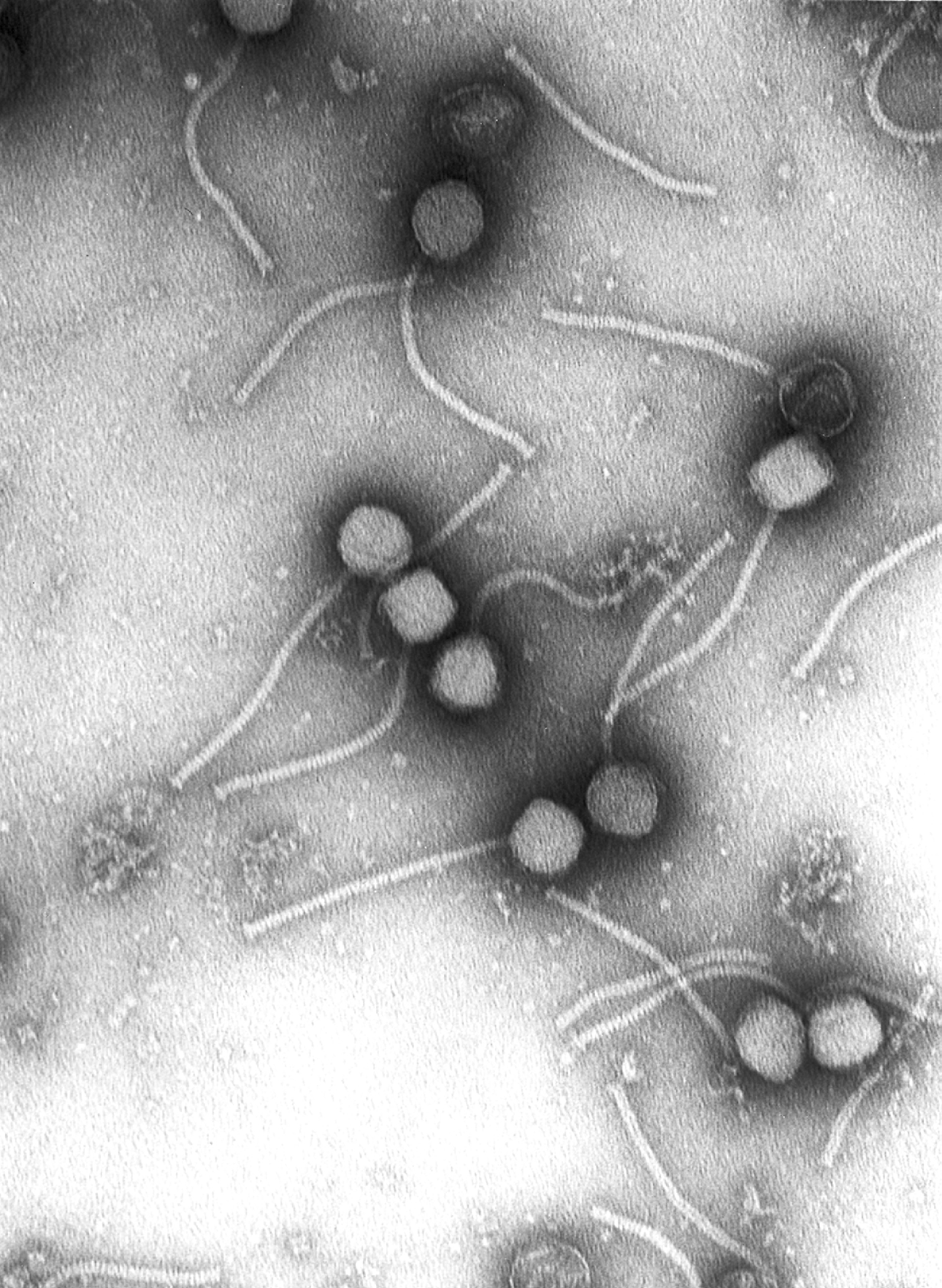
바이러스 – 감마 파지

### 생태계 및 환경

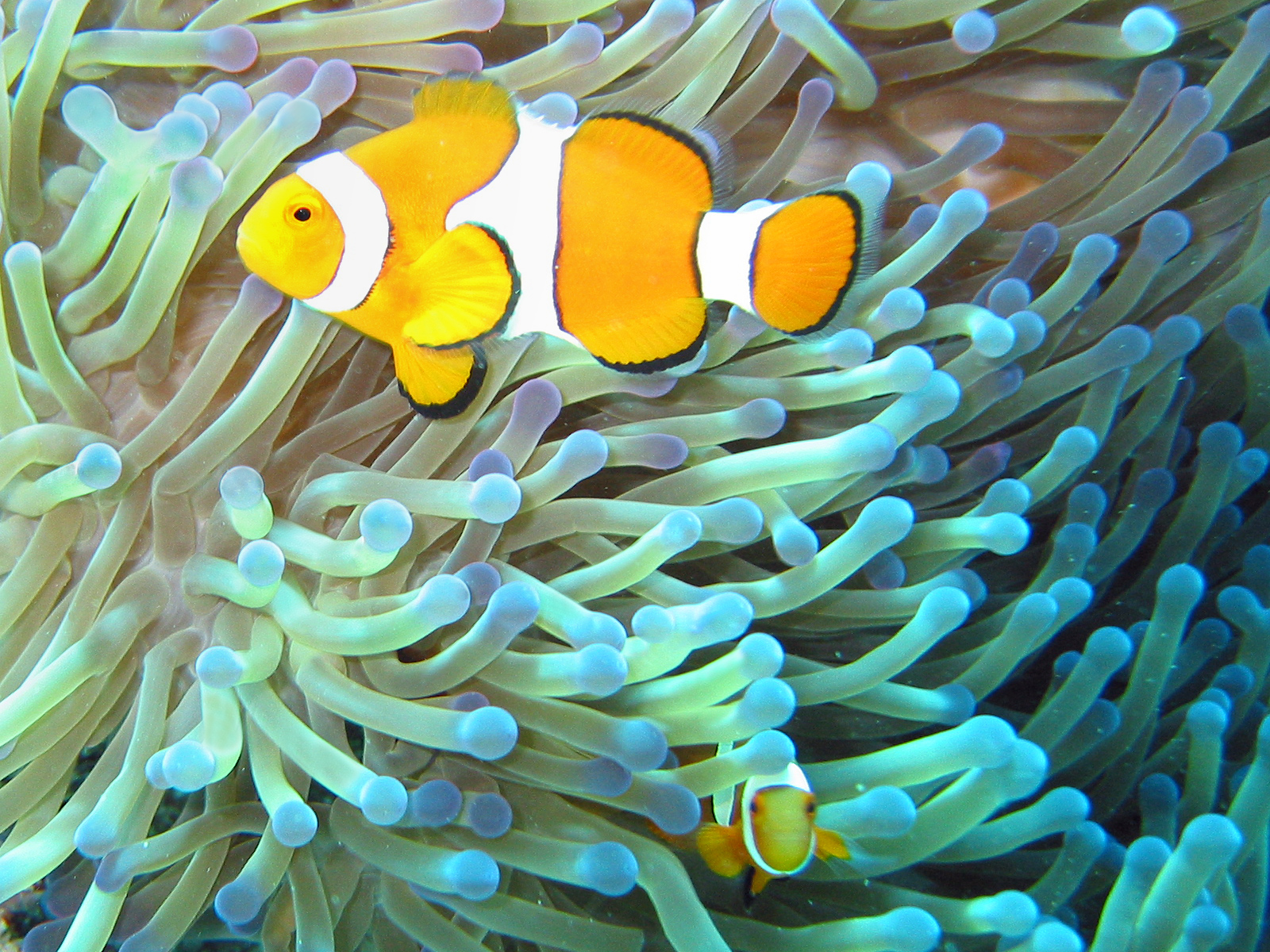
열대 말미잘의 촉수 사이에 있는 Amphiprion 속의 흰동가리의 상리공생. 흰동가리는 말미잘을 먹는 물고기로부터 말미잘을 보호하고, 말미잘의 촉수는 흰동가리의 포식자로부터 흰동가리를 보호한다.

생태학은 살아있는 생물의 분포와 개체수, 생물과 환경 사이의 상호 작용에 대해 연구하는 학문이다. 생물체는 다른 생물체와의 상호작용 같은 생물적 요소 뿐만 아니라 기후와 생태와 같은 비생물적 요소를 포함하는 환경을 공유한다. 생물학적 시스템이 연구하기 어려울 수 있는 한 가지 이유는 다른 생물들 및 환경과의 다양한 상호 작용이 작은 규모에서도 가능하다는 것이다. 국지적인 당의 농도 기울기에 반응하는 세균은 아프리카 사바나에서 먹이를 찾는 사자 만큼이나 환경에 민감하게 반응한다. 어떤 생물 종의 경우, 행동은 경쟁, 기생, 공생들 중 하나일 수 있다. 생태계에서 두 가지 이상의 종이 상호작용을 할 때 문제는 더 복잡해진다.
생태계는 개별 생물 개체부터 개체군, 군집, 생태계, 생물권에 이르기까지 여러 가지 다른 수준에서 연구된다. 집단생물학이라는 용어는 종종 개체군생태학과 교환가능한 의미로 사용되지만, 집단생물학은 질병, 바이러스, 미생물의 경우에 더 자주 사용되는 반면, 인구생태학이라는 용어는 식물과 동물의 연구에 더 일반적으로 적용된다. 생태학은 많은 하위 분야에서 사용된다.
동물행동학은 동물의 행동(특히 영장류 및 개과 동물과 같은 사회적 동물의 행동)에 대해 연구하는 학문이며, 동물학의 한 분야로 간주된다. 동물행동학자들은 특히 자연선택설의 관점에서 행동의 진화 및 행동의 이해에 관심을 가져왔다. 어떤 의미에서 최초의 동물행동학자는 찰스 다윈이었는데, 그의 저서 《인간과 동물의 감정표현》(The Expression of the Emotions in Man and Animals)은 많은 동물행동학자들에게 영향을 주었다.
생물지리학은 판 구조론, 기후 변화, 분산 및 이주, 분지학과 같은 주제에 초점을 맞추어 지구 상의 생물체의 공간 분포에 대해 연구하는 학문이다.

## 생물학의 미해결 문제
생명의 근본적인 과정에 대한 우리의 이해는 최근 수 십년 동안 이루어진 많은 발전에도 불구하고, 몇 가지 기본적인 문제들은 해결되지 못한 채로 남아있다. 생물학이 해결하지 못한 주요 문제들 중 하나는 성의 주요 적응 기능, 특히 진핵생물에서 감수 분열 및 상동 재조합의 주요 과정이다. 한 가지 견해는 성은 주로 유전적 다양성을 증가시키는 적응으로 진화해 왔다는 것이다. 또 다른 견해는 성은 생식샘 DNA에서 정확한 DNA 복구를 촉진시키기 위한 적응이며, 증가된 유전적 다양성은 주로 장기적으로 유용한 부산물이 될 수 있다는 것이다.
생물학이 해결하지 못한 또 다른 기본적인 문제는 노화에 대한 생물학적 기초에 대한 문제이다. 노화에 대해 설명하는 다양한 경쟁 이론들이 존재한다.

## 연구 분야
다음은 생물학의 주요 연구 분야들이다.
- 해부학 – 생물의 구조에 대해 연구하는 학문
  - 비교해부학 – 생물의 해부학적 유사점과 차이점의 비교를 통해 생물 종의 진화에 대해 연구하는 학문
  - 조직학 – 해부학의 미세 영역인 조직에 대해 연구하는 학문
- 우주생물학 – 우주에서 생명체의 진화, 분포, 미래에 대해 연구하는 학문
- 생화학 – 생명체가 존재하고 기능하기 위해 필요한 화학 반응에 대해 연구하는 학문으로 대개 세포 수준에 초점을 맞춘다.
- 생물공학 – 생물학적 시스템에 영감을 얻은 제품을 만들거나 생물학적 시스템을 변형하고 상호작용하려는 시도
- 생물지리학 – 생물 종의 공간적, 시간적 분포에 대해 연구하는 학문
- 생물정보학 – 게놈 및 기타 생물학적 데이터의 연구, 수집, 저장을 위한 정보 기술의 활용에 대해 연구하는 학문
- 생물언어학 – 생물학과 언어의 진화에 대해 연구하는 학문
- 생물역학 – 생물체의 역학에 대해 연구하는 학문
- 의학 – 건강과 질병에 대해 연구하는 분야
  - 병리학 – 질병 및 질병의 원인, 과정, 성격, 발달에 대해 연구하는 학문
  - 약리학 – 약물과 생물 간의 상호 작용에 대해 연구하는 학문
  - 법의학 - 사건사고를 과학적으로 분석하는 학문
- 생물리학 – 전통적으로 물리과학에서 사용된 이론과 방법을 적용하여 생물학적 과정을 연구하는 학문
- 생명공학기술 – 유전자 변형 및 합성생물학을 포함한 생명체의 조작에 대해 연구하는 분야
  - 합성생물학 – 생물학과 공학을 통합하려는 연구, 자연에서 발견되지 않는 생물학적 기능의 구축에 대해 연구하는 분야
- 식물학 – 식물에 대해 연구하는 학문
  - 조류학 – 조류(수생생물)에 대해 연구하는 학문
  - 식물생리학 – 식물의 기능 또는 생리에 대해 연구하는 학문
  - 식물병리학 – 식물의 질병에 대해 연구하는 학문
- 세포생물학 – 생명체의 기본 단위인 세포 및 살아있는 세포 내에서 일어나는 분자 및 화학적 상호작용에 대해 연구하는 학문
- 시간생물학 – 생명체에서 일어나는 주기적인 사건에 대해 연구하는 학문
- 인지생물학 – 인지에 대해 연구하는 학문
- 보전생물학 – 자연 환경, 자연 생태계, 식물, 야생동물의 보존, 보호, 복원에 대해 연구하는 학문
- 저온생물학 – 보통보다 낮은 온도가 생명체에 미치는 영향에 대해 연구하는 학문
- 발생생물학 – 접합자에서 완전한 구조로 생명체가 형성되는 과정에 대해 연구하는 학문
  - 발생학 – 배아의 발달(수정부터 출생까지)에 대해 연구하는 학문
  - 노인학 – 노화 과정에 대해 연구하는 학문
- 생태학 – 생물과 다른 생물과의 상호작용 및 생물과 환경과의 상호작용에 대해 연구하는 학문
- 진화생물학 – 시간에 따른 종의 기원과 종들 간의 유연관계에 대해 연구하는 학문
- 유전학 – 유전자와 유전 현상에 대해 연구하는 학문
  - 유전체학 – 유전체(게놈)에 대해 연구하는 학문
  - 후성유전학 – DNA 염기서열의 변화 이외의 메커니즘에 의한 유전자 발현 또는 세포 표현형의 유전적 변화에 대해 연구하는 학문
- 면역학 – 면역계에 대해 연구하는 학문
- 해양생물학 – 해양 생태계, 식물, 동물 및 기타 생물들에 대해 연구하는 학문
- 미생물학 – 미생물 및 미생물과 다른 생물과의 상호작용에 대해 연구하는 학문
  - 세균학 – 세균에 대해 연구하는 학문
  - 균학 – 균류에 대해 연구하는 학문
  - 기생충학 – 기생충과 기생에 대해 연구하는 학문
  - 바이러스학 – 바이러스 및 기타 바이러스와 비슷한 병원체들에 대해 연구하는 학문
- 분자생물학 – 분자 수준에서 생물학 및 생물학적 기능에 대해 연구하는 학문. 일부 분야는 생화학과 중첩된다.
- 나노생명공학기술 – 생물학 연구에서 나노 기술의 응용 및 나노 수준에서 생명체 및 생명체의 부분에 대해 연구하는 분야
- 신경과학 – 신경계에 대해 연구하는 학문
- 고생물학 – 화석 및 선사시대의 지리적 증거에 대해 연구하는 학문
- 생리학 – 살아있는 생명체에서 일어나는 기능과 기작에 관해 연구하는 학문
- 행동신경과학 – 인간과 인간이 아닌 동물의 행동을 연구하기 위해 생물학에서 전통적으로 사용되는 방법의 적용에 대해 연구하는 학문
- 양자생물학 – 생물학적 과정에서 양자 현상의 역할에 대해 연구하는 학문
- 시스템생물학 – 전체론적 접근을 통한 생물 시스템 내의 복잡한 상호작용에 대해 연구하는 학문
- 구조생물학 – 생체 고분자의 분자 구조와 관련된 분자생물학, 생화학 및 생물리학의 한 연구 분야
- 수리생물학 – 생물학적 현상을 설명하기 위해 추상화와 수학적 모델을 사용하는 생물학의 한 연구 분야
- 동물학 – 분류, 생리, 발생, 진화, 행동을 포함해서 동물에 대해서 연구하는 학문
  - 동물행동학 – 동물의 행동에 대해서 연구하는 학문
  - 곤충학 – 곤충에 대해서 연구하는 학문
  - 양서파충류학 – 양서류와 파충류에 대해서 연구하는 학문
  - 어류학 – 어류에 대해서 연구하는 학문
  - 포유류학 – 포유류에 대해서 연구하는 학문
  - 조류학 – 조류(새)에 대해서 연구하는 학문

## 같이 보기
- 생물학의 역사
- 생물학자 목록
- 틴버겐의 네 가지 질문
- 생식
- 분류:생물학 용어

### 내용주
1. ↑  아리스토텔레스는 신-인간-동물-식물-무생물로 이어지는 위계 질서를 주장하였다.
2. ↑  반대로 혈당량이 너무 높으면 인슐린이 분비되어 혈당량을 조절한다. 이러한 음성 피드백의 결과 인체 내의 혈당량은 일정한 수준으로 유지된다. 이러한 동적 평형을 유지할 수 없게 되면 당뇨병이 발병하게 된다.

## 추가 문헌
- 찰스 다윈: 종의 기원(On the Origin of Species by means of Natural Selection or the preservation of favoured races in the struggle for life, 1859 London).
- 그레고어 멘델: 식물 잡종에 관한 실험(Versuche über Pflanzen-Hybriden, 1865 Brünn).
- 생물학 연표
- Alberts B, Johnson A, Lewis J, Raff M, Roberts K, Walter P (2002). 《Molecular Biology of the Cell》 4판. Garland. ISBN 978-0-8153-3218-3. OCLC 145080076.
- Begon M, Townsend CR, Harper JL (2005). 《Ecology: From Individuals to Ecosystems》 4판. Blackwell Publishing Limited. ISBN 978-1-4051-1117-1. OCLC 57639896.
- Campbell N (2004). 《Biology》 7판. Benjamin-Cummings Publishing Company. ISBN 978-0-8053-7146-8. OCLC 71890442.
- Colinvaux P (1979). 《Why Big Fierce Animals are Rare: An Ecologist's Perspective》 reissue판. Princeton University Press. ISBN 978-0-691-02364-9. OCLC 10081738.
- Mayr, Ernst (1982). 《The Growth of Biological Thought: Diversity, Evolution, and Inheritance》. Harvard University Press. ISBN 978-0-674-36446-2.
- Hoagland M (2001). 《The Way Life Works》 reprint판. Jones and Bartlett Publishers inc. ISBN 978-0-7637-1688-2. OCLC 223090105.
- Janovy, John (2004). 《On Becoming a Biologist》 2판. Bison Books. ISBN 978-0-8032-7620-8. OCLC 55138571.
- Johnson, George B. (2005). 《Biology, Visualizing Life》. Holt, Rinehart, and Winston. ISBN 978-0-03-016723-2. OCLC 36306648.
- Tobin, Allan; Dusheck, Jennie (2005). 《Asking About Life》 3판. Belmont, CA: Wadsworth. ISBN 978-0-534-40653-0.

### 주요 국제 학술지
- Nature (영국) - 홈페이지
- Science (미국) - 홈페이지
- PNAS (미국) - 홈페이지
- Cell (미국) -홈페이지

### 기타 학술지
- Biology Letters: A Impact factor Royal Society journal publishing peer-reviewed Biology papers of general interest
- Science: Internationally renowned American Association for the Advancement of Science science journal – see sections of the life sciences
- International Journal of Biological Sciences: A biological journal publishing significant peer-reviewed scientific papers

### 생물학 관련 주요 웹사이트
- NCBI (미국) - 홈페이지
- ExPASy (스위스) - 홈페이지
- EMBL (유럽) - 홈페이지
- NIH (미국) - 홈페이지

### 학회 및 기관
- 생물학연구정보센터 브릭, BRIC
- 대한미생물학회
- 한국분자세포생물학회

### 기타 웹사이트
- BioPedia
- Biology Online – Wiki Dictionary 보관됨 2008-09-17 - 웨이백 머신
- MIT video lecture series on biology
- The Tree of Life: A multi-authored, distributed Internet project containing information about phylogeny and biodiversity.